# Christian Baltzer
Pour les articles homonymes, voir Baltzer.
Christian Baltzer, né le 5 juillet 1936 à Mulhouse, est un international français de basket-ball.
Il a été président du Mans Sarthe Basket.

## Biographie
Cet ancien international français de 1,92 m est aujourd'hui membre de l'Académie du basket-ball français, faisant partie de la promotion 2004.

## Clubs
Joueur
- 1948 - 1953 :  AS Mulhouse
- 1953 - 1959 :  FC Mulhouse Basket (Nationale 1)
- 1959 - 1961 :  AS Mulhouse (Honneur puis Excellence)
- 1961 - 1972 :  SCM Le Mans (Nationale 1)

Entraîneur
- 1964 - 1971 :  SCM Le Mans (Nationale 1)
- 1973 - 1974 :  SCM Le Mans (Nationale 1)

Président de club
- 1977 - 1979 :  SCM Le Mans (Nationale 1)
- 2000 - 2003 :  Le Mans Sarthe Basket (Pro A)

Comité directeur
- 1968 - 1972 : Membre du Comité Directeur de la FFBB
- 2003 - 2007 : Membre du Comité Directeur de la LNB

## Palmarès

### Club
- Coupe de France : 1964

### Sélection nationale
- 148 sélections de 1954 à 1967
- Jeux Olympiques
  - 4e aux Jeux Olympiques de 1956
  - 10e aux Jeux Olympiques de 1960
- Championnat du monde
  - 5e au Championnat du Monde 1963
- Championnat d'Europe
  - 4e au Championnat d'Europe 1961
  -  Médaille de bronze au Championnat d'Europe 1959
  - 8e au Championnat d'Europe 1957

### Distinctions personnelles
- Médaille d'Or de la FFBB : 1956, 1964
- Ordre national du mérite : 1972
- Élu à l'Académie du Basket : 2004
- Prix national du Fair Play : 2006
- Médaille Robert Busnel : 2007